# Trieste Contemporanea
Trieste Contemporanea è un centro culturale che ha sede a Trieste (Italia). Fondato come comitato nel 1995, svolge una prevalente attività di ricerca nel campo delle arti visive contemporanee dell’Europa centro orientale.
Il centro dedica alle pratiche artistiche e curatoriali di quest’area europea mostre, eventi, convegni e workshop, produzioni editoriali, progetti speciali internazionali e alcune iniziative ricorrenti tra le quali il CEI Venice Forum for Contemporary Art Curators (dal 2003, una co-produzione con CEI-Iniziativa Centro Europea), il Concorso Internazionale di Design Trieste Contemporanea (fondato nel 1995 da Gillo Dorfles), il Premio Giovane Emergente Europeo (dal 1999, per artisti dell’Europa dell’Est under 30) e il concorso Squeeze it (dal 2014, per artisti europei under 30 attivi nei campi del teatro, delle arti visive e delle tecnologie dell’informazione).
La Biblioteca di Trieste Contemporanea (specializzata in arte europea dei secoli XX e XXI e dedicata a Franco Jesurun) fa parte del Sistema Bibliotecario Nazionale tramite il Polo dell’Università di Trieste. 